# Tom Hannegan
Tom Hannegan (6 tháng 5 năm 1970 –  20 tháng 10 năm 2021) là một doanh nhân và chính khách người Mỹ đến từ bang Missouri. Là thành viên Cộng hòa, Hannegan được bầu vào Hạ viện Missouri từ khu vực 65 của Missouri vào tháng 11 năm 2016 và được bầu lại vào năm 2018. Ông đại diện cho một phần của Quận Saint Charles ở phía bắc và đông bắc của thành phố St. Charles đến Sông Mississippi. Hannegan cũng làm việc cho một doanh nghiệp bất động sản thuộc sở hữu gia đình và là một nhà xuất bản tạp chí và biên tập viên chính.
Hannegan là người đồng tính công khai và ông là một trong ba thành viên Cộng hòa LGBT phục vụ tại Hạ viện Missouri, cùng với hai hạ nghị sĩ Phil Christofanelli và Chris Sander. Bạn đời của ông là Scott Mell, một người quản lý tài khoản cho doanh nghiệp tạp chí của Hannegan.
Hannegan qua đời vì đột quỵ vào ngày 20 tháng 10 năm 2021, ở tuổi 51.

## Kết quả bầu cử
| Hạ viện Missouri — Quận 65 — Quận St. Charles (2018) | Hạ viện Missouri — Quận 65 — Quận St. Charles (2018) | Hạ viện Missouri — Quận 65 — Quận St. Charles (2018) | Hạ viện Missouri — Quận 65 — Quận St. Charles (2018) | Hạ viện Missouri — Quận 65 — Quận St. Charles (2018) | Hạ viện Missouri — Quận 65 — Quận St. Charles (2018) |
| Đảng                                                 | Đảng                                                 | Ứng cử viên                                          | Số phiếu                                             | %                                                    | ±                                                    |
| ---------------------------------------------------- | ---------------------------------------------------- | ---------------------------------------------------- | ---------------------------------------------------- | ---------------------------------------------------- | ---------------------------------------------------- |
|                                                      | Cộng hòa                                             | Tom Hannegan                                         | 8,288                                                | 50.97%                                               | −3.17                                                |
|                                                      | Dân chủ                                              | Bill Otto                                            | 7,973                                                | 49.03%                                               | +6.21                                                |

| Hạ viện Missouri — Quận 65 — Quận St. Charles (2016) | Hạ viện Missouri — Quận 65 — Quận St. Charles (2016) | Hạ viện Missouri — Quận 65 — Quận St. Charles (2016) | Hạ viện Missouri — Quận 65 — Quận St. Charles (2016) | Hạ viện Missouri — Quận 65 — Quận St. Charles (2016) | Hạ viện Missouri — Quận 65 — Quận St. Charles (2016) |
| Đảng                                                 | Đảng                                                 | Ứng cử viên                                          | Số phiếu                                             | %                                                    | ±                                                    |
| ---------------------------------------------------- | ---------------------------------------------------- | ---------------------------------------------------- | ---------------------------------------------------- | ---------------------------------------------------- | ---------------------------------------------------- |
|                                                      | Cộng hòa                                             | Tom Hannegan                                         | 9,716                                                | 54.14%                                               | −45.86                                               |
|                                                      | Dân chủ                                              | Kenny Biermann                                       | 7,684                                                | 42.82%                                               | +42.82                                               |
|                                                      | Tự do                                                | Dean (Draig) Hodge                                   | 545                                                  | 3.04%                                                | +3.04                                                |